# Cine LGBT en Chile
El cine LGBT en Chile ha tenido un desarrollo sostenido desde los años 2000, con un número creciente de directores y producciones abordando la temática de la diversidad sexual en el país.

## Historia

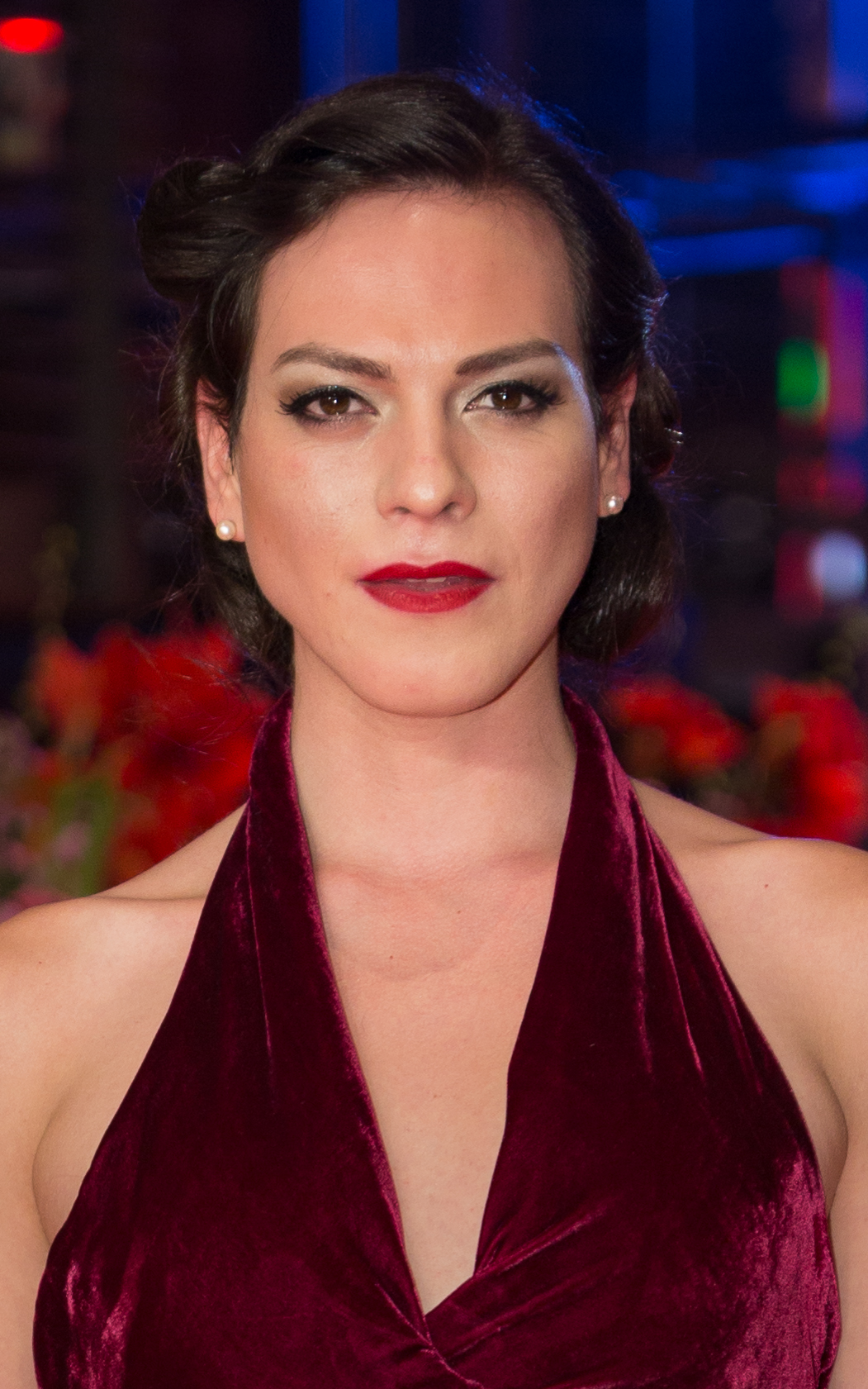
Daniela Vega, actriz chilena transgénero.

Daniel Emilfork fue el actor de cine chileno más destacado de mediados y finales del siglo XX, actuando en numerosas películas en Europa. En 1949 decidió salir de Chile y radicarse en Francia debido a la persecución homófoba que existía en su país. La estrella de Una mujer fantástica, Daniela Vega, es una de las primeras actrices chilenas abiertamente transgénero. El primer personaje gay de una película chilena lo interpretó el actor Luis Alarcón en Caluga o menta (1990). La primera producción que abordaba como tema central la diversidad sexual fue el cortometraje documental Desde siempre, realizada en 1996 por la directora Marialy Rivas cuando cursaba el segundo año de la carrera de cine. En cuanto a la pornografía gay, la primera producción de dicho tipo realizada en Chile fue Contacto caliente, estrenada en junio de 2002 y dirigida por Felipe Concha.
La representación de las temáticas LGBT en el cine chileno se ha hecho de una manera más explícita en el siglo XXI —la directora de CinemaChile, Constanza Arena, reflejó en 2019 que solo en los últimos ocho años el cine nacional pudo diversificarse después de la dictadura militar, colocando como ejemplo "la exploración de los temas LGBT". Se ha mencionado que el lanzamiento de Una mujer fantástica en 2017 reinició el debate sobre los derechos de las personas trans en Chile y, en última instancia, fue un factor decisivo para que el país aprobara la Ley de identidad de género en 2018 después de que, según los informes, los cineastas le llevaran su premio Óscar a la entonces presidenta Michelle Bachelet.
En 2008 estaba planificado el estreno de Divine, la película, un filme basado en el incendio de la discoteca homónima, pero su estreno ha sido indefinidamente postergado; en 2006 se publicó un video promocional que contó con la participación de actores como Diego Casanueva, Nicolás Saavedra y Javiera Díaz de Valdés.
La película Jesús de 2016 está basada en el asesinato de Daniel Zamudio y cuenta la historia de un joven gay que fue golpeado hasta la muerte en un parque, coincidiendo con la ironía de dos de sus atacantes teniendo sexo gay poco después; el director dice que quería mostrar la complejidad del evento y su lugar y el del asesino en la sociedad; uno de los verdaderos asesinos también era bisexual. También ha dicho que no etiquetaría la película como una película LGBT, porque su joven protagonista sexualmente fluido tampoco se etiqueta a sí mismo. Nunca vas a estar solo de Álex Anwandter, estrenada el mismo año, está basada en el mismo hecho y también muestra la bisexualidad de uno de los asesinos, usando su narrativa para desafiar a los chilenos a mirar su homofobia y cuestionar sus orígenes. Ambas películas omiten la retórica neonazi sobre los asesinos utilizada en los medios de prensa, para reflejar que muchos chilenos comunes tenían puntos de vista homofóbicos.

## Festivales de cine LGBT
Desde 2008 se celebra anualmente en Santiago el «Festival Internacional de Cine LGBTI (Cine Movilh)», siendo la más amplia muestra de cintas nacionales y extranjeras, con temáticas de la diversidad sexual en el país. Tras finalizar el festival, las cintas recorren diversas ciudades como Arica, Iquique, Antofagasta, Coquimbo, La Serena, Chillán y Puerto Montt, con proyecciones que son organizadas por diversos grupos de la Federación Chilena de la Diversidad Sexual (Fedisech). Desde 2016 se realiza de manera anual en Santiago y Valparaíso el Amor Festival, certamen cinematográfico enfocado en producciones LGBT.

## Producciones chilenas con temática LGBT
| Año  | Título                                     | Director(a)                            | Notas                                                       |
| ---- | ------------------------------------------ | -------------------------------------- | ----------------------------------------------------------- |
| 1996 | Desde siempre                              | Marialy Rivas                          | Cortometraje documental                                     |
| 2002 | Contacto caliente                          | Felipe Concha                          | Largometraje de pornografía gay                             |
| 2002 | El regalo                                  | Carmen García Pexo                     | Cortometraje                                                |
| 2005 | El Che de los gays                         | Arturo Álvarez                         | Documental                                                  |
| 2008 | Empaná de pino                             | Wincy Oyarce                           |                                                             |
| 2008 | Muñeca, cuestión de sexo                   | Sebastián Arrau                        |                                                             |
| 2009 | Lokas                                      | Gonzalo Justiniano                     |                                                             |
| 2010 | Blokes                                     | Marialy Rivas                          | Cortometraje                                                |
| 2010 | Des/Esperando                              | Erick Salas Kirchhausen                |                                                             |
| 2010 | Drama                                      | Matias Lira                            |                                                             |
| 2011 | Mapa para conversar                        | Constanza Fernández                    |                                                             |
| 2012 | Joven y alocada                            | Marialy Rivas                          |                                                             |
| 2012 | La santa                                   | Mauricio López Fernández               | Cortometraje                                                |
| 2012 | Mi último round                            | Julio Jorquera Arriagada               |                                                             |
| 2012 | Otra película de amor                      | Wincy Oyarce                           |                                                             |
| 2013 | Iglú                                       | Diego Ruiz                             |                                                             |
| 2013 | Naomi Campbell                             | Camila José Donoso                     |                                                             |
| 2013 | Solsticio de primavera para un primer amor | Víctor Zepeda                          | Cortometraje                                                |
| 2014 | La visita                                  | Mauricio López Fernández               |                                                             |
| 2014 | Plutón                                     | Rodrigo Brevis                         | Cortometraje                                                |
| 2015 | Aguas abajo                                | Nicolás Tabilo                         | Cortometraje                                                |
| 2015 | He Hated Pigeons                           | Ingrid Veninger                        | Coproducción chileno-canadiense                             |
| 2015 | En la gama de los grises                   | Claudio Marcone                        |                                                             |
| 2015 | Locas perdidas                             | Ignacio Juricic                        | Cortometraje                                                |
| 2015 | Nasty Baby                                 | Sebastián Silva                        |                                                             |
| 2015 | San Cristóbal                              | Omar Zúñiga                            | Cortometraje                                                |
| 2015 | El bosque de Karadima                      | Matías Lira                            |                                                             |
| 2016 | Jesús                                      | Fernando Guzzoni                       |                                                             |
| 2016 | Nunca vas a estar solo                     | Álex Anwandter                         |                                                             |
| 2016 | Rara                                       | Pepa San Martín                        |                                                             |
| 2016 | El diablo es magnífico                     | Nicolás Videla                         | Protagonizada por la actriz transgénero Manuela Guevara.    |
| 2016 | Camaleón                                   | Jorge Riquelme Serrano                 |                                                             |
| 2017 | Una mujer fantástica                       | Sebastián Lelio                        | Ganó el Premio Óscar a Mejor Película en Lengua Extranjera. |
| 2018 | Claudia tocada por la luna                 | Francisco Aguilar                      | Documental                                                  |
| 2018 | Cola de mono                               | Alberto Fuguet                         |                                                             |
| 2018 | Disobedience                               | Sebastián Lelio                        |                                                             |
| 2018 | Marilyn                                    | Martín Rodríguez Redondo               | Coproducción chileno-argentina.                             |
| 2019 | Lemebel                                    | Joanna Reposi Garibaldi                | Documental                                                  |
| 2019 | Enigma                                     | Ignacio Juricic                        |                                                             |
| 2019 | El príncipe                                | Sebastián Muñoz                        |                                                             |
| 2019 | Los fuertes                                | Omar Zúñiga                            |                                                             |
| 2020 | La nave del olvido                         | Nicol Ruiz Benavides                   |                                                             |
| 2020 | Tengo miedo torero                         | Rodrigo Sepúlveda                      |                                                             |
| 2021 | Al mar                                     | Marco Antonio Núñez                    |                                                             |
| 2021 | Travesía travesti                          | Nicolás Videla                         | Documental                                                  |
| 2022 | Día uno                                    | Constanza Lobos Arévalo                | Cortometraje                                                |
| 2022 | Tan inmunda y tan feliz                    | Wincy Oyarce                           |                                                             |
| 2023 | Las locas del 73                           | Carolina Espinoza y Víctor Hugo Robles | Documental                                                  |